# IMapping
iMapping ist ein Verfahren zur visuellen Darstellung strukturierter Informationen, vergleichbar etwa mit Mind-Mapping. Die Methode wurde entwickelt, um komplexe Zusammenhänge übersichtlich darzustellen, und basiert auf hierarchischer Verschachtelung und tiefem Zoomen. Dabei vereint iMapping die Vorteile mehrerer etablierter Ansätze (Mind-Mapping, Concept Mapping und Spatial Hypertext).
Die mit der iMapping Methode erstellten Wissenslandkarten werden iMaps genannt.

## Methode
iMaps bestehen aus ineinander verschachtelten Feldern (meist Rechtecken) auf einer virtuellen Fläche. Beliebige Felder können durch beschriftete Pfeile verbunden werden. Jedes der Felder kann weitere Felder enthalten und somit selbst wieder als eigenständige iMap gesehen werden. Durch dieses Prinzip lassen sich auch komplexe Themengebiete mit sehr vielen Feldern und Querverbindungen übersichtlich darstellen. Dabei verkleinern sich die Koordinatensysteme dieser Sub-Maps mit jeder Verschachtelungsstufe, so dass bei jeder Ansicht tief verschachtelte Details sehr klein dargestellt werden.
Um die Schachtelung von iMaps sinnvoll darstellen zu können, wird ein Zoomable User Interface benötigt, die das Zoomen zwischen den Verschachtelungsstufen ermöglicht. Dadurch bleibt die visuelle Komplexität jeder Ansicht konstant, auch wenn die iMap sehr stark wächst.
Typischerweise enthalten die einzelnen Felder je einen Begriff oder einen kurzen Textabschnitt. Sie können aber auch beliebige Bilder, Multimedia-Inhalte oder andere Wissensstrukturdarstellungen enthalten.
Als Wissensdatenbank ist iMapping insbesondere dafür konzipiert, ständig wachsende Informationsmengen über Jahre hin zu sammeln, so dass iMaps sehr groß werden können. Die integrierte semantische Suche macht sich neben den eigentlichen Inhalten auch die Struktur der Wissensbasis zunutze.

## Entstehung
Im Vorfeld der Entwicklung des iMapping Verfahrens stand eine am Leibniz-Institut für Wissensmedien durchgeführte Analyse visueller Mappingverfahren zur Wissensorganisation, welche die psychologischen Grundlagen sowie die Vor- und Nachteile etablierter Wissensstrukturdarstellungen untersuchte.
Heiko Haller, der am Karlsruher Institut für Technologie auch an der Konzeption des Semantic MediaWiki Projektes beteiligt war, suchte nach einer Lösung, den Umgang mit semantischen Datenbanken insbesondere für persönliches Wissensmanagement durch Visualisierung zu erleichtern.
Mit dieser Motivation und auf Basis der Erkenntnisse aus der Analysestudie entwickelte er innerhalb des EU Forschungsprojektes NEPOMUK das iMapping Verfahren mit dem Ziel, ein ergonomisches Bedienkonzept für die Arbeit mit vernetzter Information zu bieten. Für Evaluationszwecke wurde ein quelloffener Software-Prototyp des Verfahrens umgesetzt. Dieser wurde 2012 durch einen Artikel im Wirtschaftsmagazin brand eins bekannt und fand einige Verbreitung. Aufgrund der anhaltenden Nachfrage wurde das Projekt seit 2013 zunächst als Desktop-Software kommerziell weiter geführt und ist seit 2020 als von Grund auf neu entwickelte, kollaborative Cloud Software unter dem Namen „Infinity Maps“ zu finden.

## Gemeinsamkeiten und Unterschiede zu anderen Verfahren
Eine kurze Darstellung des iMapping Verfahrens in Abgrenzung zu anderen Verfahren findet man bei Haller & Abecker, 2010, eine ausführliche Darstellung unter Haller, 2011.

### Mind-Maps
Wie Mind-Maps und andere Baumdiagramme, haben iMaps eine hierarchische Grundstruktur, was das Gliedern größerer Mengen von Informationen erleichtert. Gegenüber Mind-Maps haben iMaps den Vorteil, dass sie auch Querverbindungen darstellen können, was bei Mind-Maps nur sehr eingeschränkt möglich ist, da diese für die Darstellung der Hierarchie Linien benutzen, die für die Darstellung von Querverbindungen i. d. R. durchkreuzt werden müssen.

### Concept-Maps
Wie Concept-Maps und andere Netzwerkdiagramme bestehen iMaps aus Knoten und Kanten (Querverbindungen) und erlauben das Vernetzen beliebiger Knoten. Dies erleichtert Darstellung von Zusammenhängen.
Im Unterschied zu Concept Maps, deren Grundstruktur Netzwerkartig ist, haben iMaps aufgrund des Verschachtelungsprinzips jedoch eine hierarchische Grundstruktur.

### Spatial Hypertext
Wie von den Verfechtern des Spatial-Hypertext-Ansatzes gefordert, und anders als Concept- und Mind-Maps, erlauben iMaps das freie Platzieren von Knoten 1) ohne räumliche Einschränkung und 2) ohne explizite Verbindungen zu anderen Knoten. Um jedoch die Darstellung von Zusammenhängen und das Modellieren semantischer Netzwerke zu erlauben, wird auf Querverbindungen nicht komplett verzichtet, sondern diese sind 1) optional ermöglicht und werden 2) nur bei Bedarf angezeigt.

### Skalierung
Allen drei oben genannten Verfahren ist gemein, dass sie nur für die Größenordnung von 10 bis max. 100 Knoten übersichtlich und handhabbar sind. Im Falle von Mind-Maps und Concept Maps liegt dies mit daran, dass sie in den 70er Jahren als Methode für Stift und Papier konzipiert wurden, und so die Interaktionsmöglichkeiten moderner Computer noch außer Acht ließen. Das Verschachtelungsprinzip von iMaps mit der zoom-basierten Navigation ermöglicht Nutzern den Umgang mit beliebig großen Maps, ohne sie durch visuelle Komplexität zu überfordern.